# Sułów (Milicz)
Sułów (deutsch Sulau) ist ein Ort in der Stadt- und Landgemeinde Milicz (Militsch) im Powiat Milicki der Woiwodschaft Niederschlesien in Polen.

## Geographische Lage

Sulau auf einer Landkarte von etwa 1905

Das Dorf liegt in Niederschlesien unweit der Bartsch (Barycz), etwa neun Kilometer südwestlich von Milicz und 43 Kilometer nördlich von Breslau.

## Geschichte

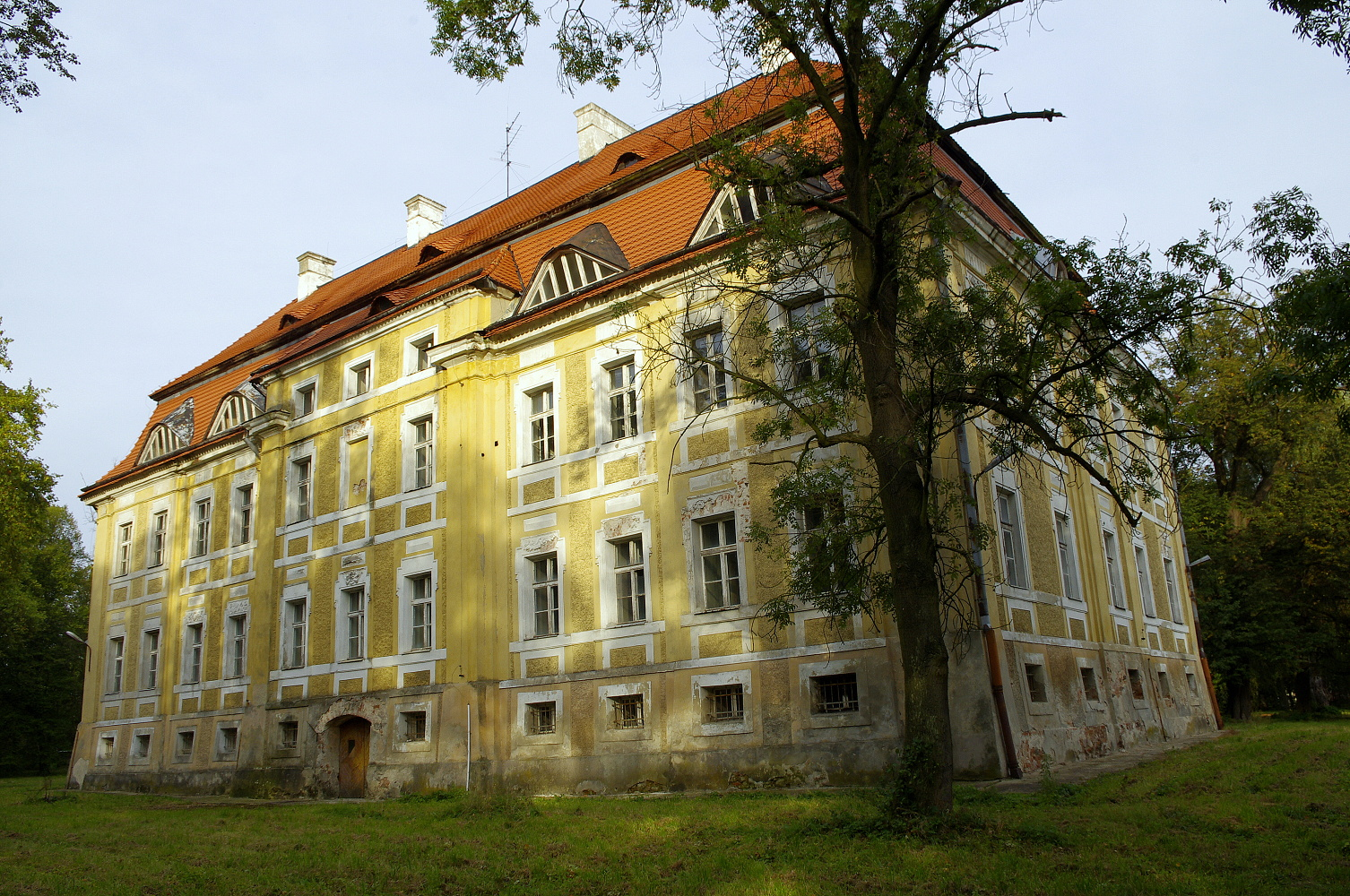
Schloss Sulau.

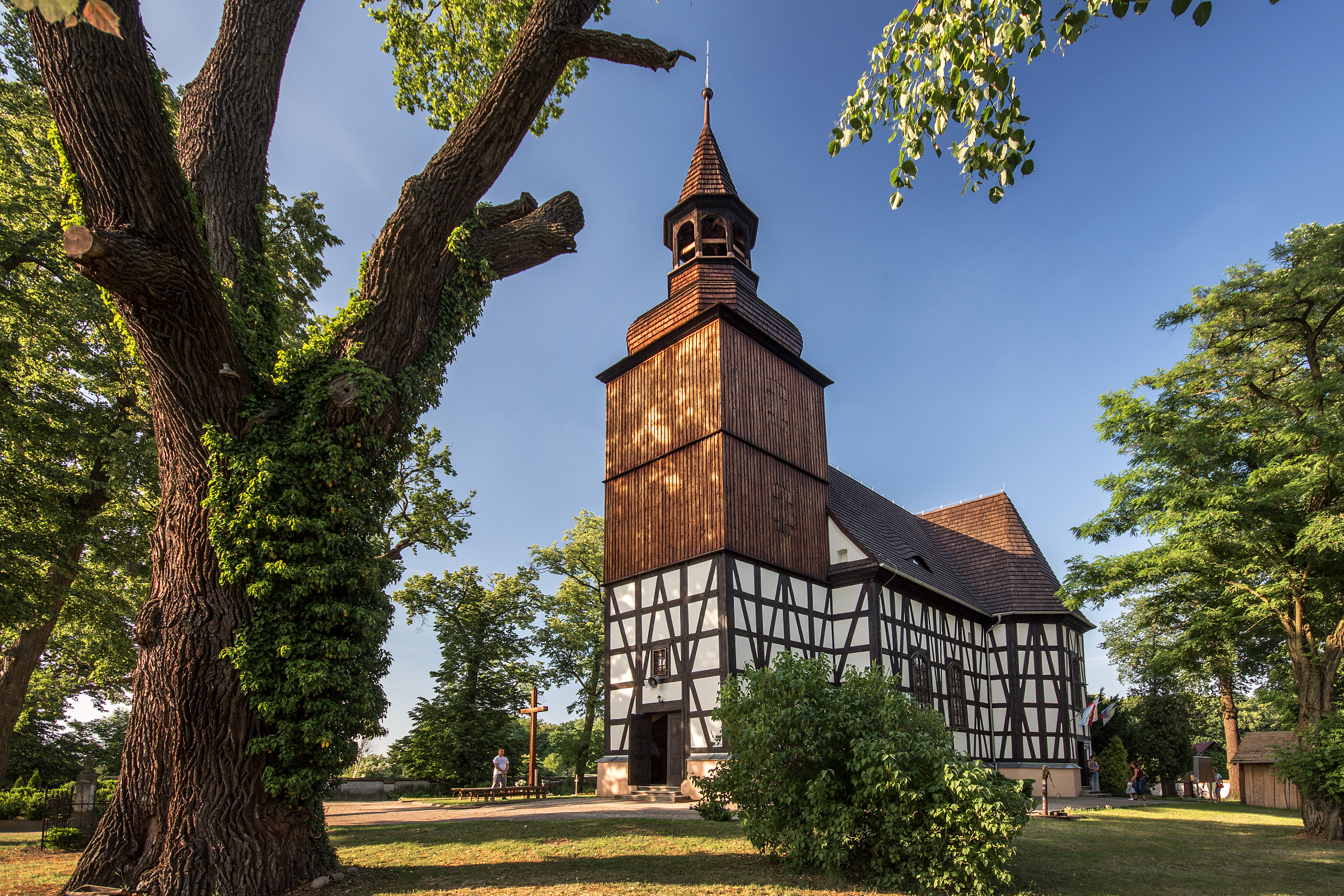
Katholische St.-Peter- und-Paul-Kirche, erbaut 1731.

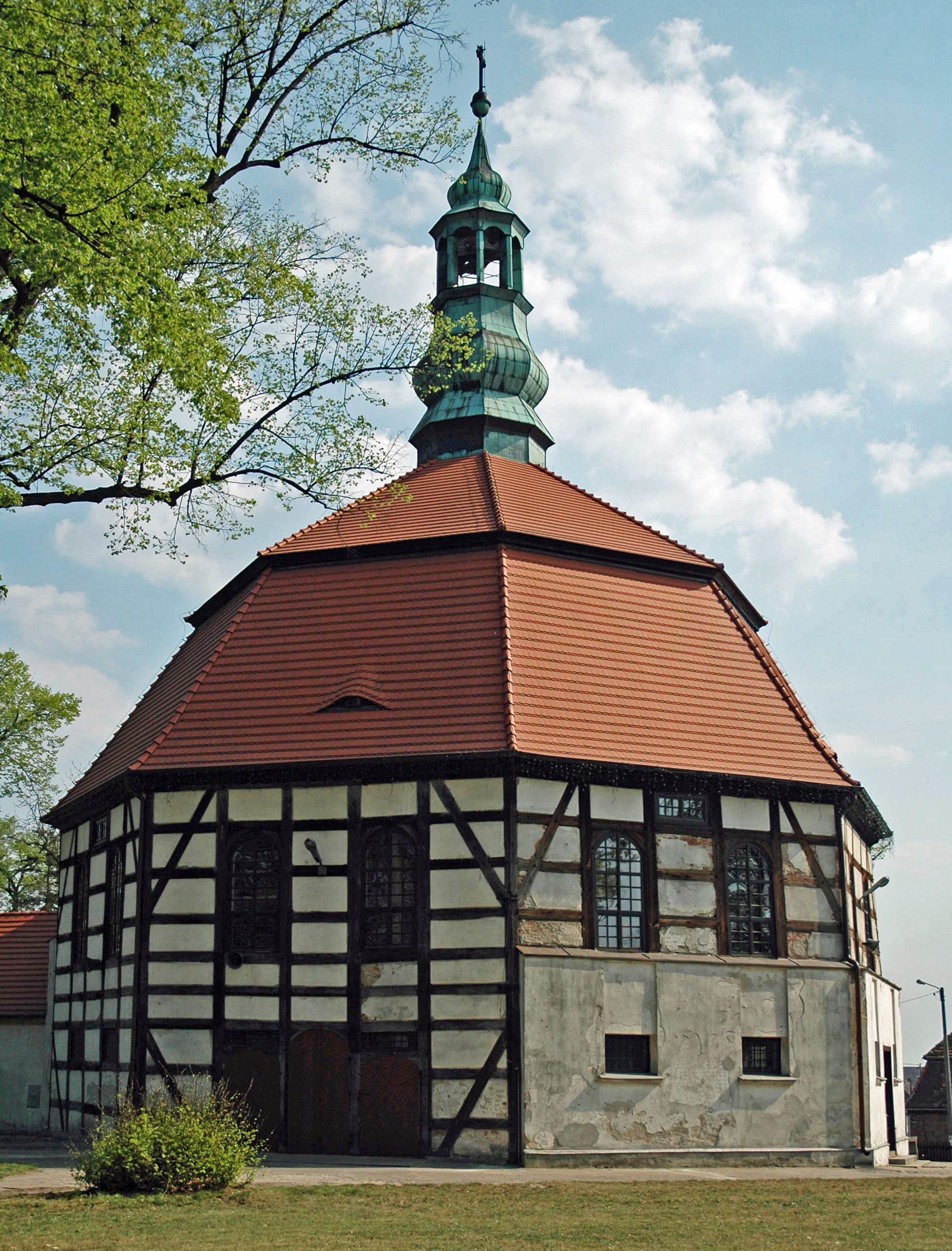
Marienkirche (bis 1945 evangelisch), erbaut 1765.

1351 erwarb der Oelser Herzog Konrad I. die Burg Sulau. Sie lag zwischen zwei Flussarmen der Bartsch, deren Übergang sie schützen sollte. Nördlich der Burg entstand eine Siedlung, die 1474 zu den Städten gezählt wurde. Bereits 1329 war das Gebiet zusammen mit dem Herzogtum Oels als ein Lehen an die Krone Böhmen gelangt, die ab 1526 die Habsburger innehatten. Um 1500 wurde die Burg zerstört und nicht wieder aufgebaut. 1595 gelangte Sulau zusammen mit der Grundherrschaft an den Burggrafen Otto von Dohna. 1654 erlangte das „Städtlein“ Sulau mit den zugehörigen Dörfern den Rang einer Freien Minderherrschaft. 1680 errichteten die Grafen von Burghauß das Schloss Sulau. Das vom Standesherrn 1694 beantragte Stadtrecht wurde erst 1755 gewährt.
Nach dem Ersten Schlesischen Krieg 1742 fiel Sulau mit dem größten Teil Schlesiens an Preußen. Um 1800 umfasste die Minderherrschaft Sulau die Stadt Sulau und 14 Dörfern, darunter eine Kolonie, und in Sulau war eine aus einer Schwadron Husaren vom Regiment Nr. 1 bestehende Garnison stationiert.
1816 wurde es dem neu errichteten Landkreis Militsch eingegliedert, mit dem es bis 1945 verbunden blieb. 1874 entstand der Amtsbezirk Sulau-Land. Die letzten Besitzer waren die Grafen von Schweinitz. Haupteinkommensquelle der Stadtbewohner war die Landwirtschaft. Um 1900 gab es in der Stadt eine evangelische und eine katholische Kirche.
Im Jahr 1945 gehörte Sulau zum Landkreis Militsch im Regierungsbezirk Breslau der preußischen Provinz Niederschlesien des Deutschen Reichs. Die Einwohner der Stadt waren Deutsche und meist evangelisch.
Nach dem Zweiten Weltkrieg wurde Sulau 1945 zusammen mit fast ganz Schlesien von der sowjetischen Besatzungsmacht unter polnische Verwaltung gestellt. Die Polen führten für Sulau die Ortsbezeichnung Sułów ein und entzogen das Stadtrecht. In der Folgezeit wurden die deutschen Einheimischen von der örtlichen polnischen Verwaltungsbehörde aus Sulau vertrieben und durch Polen ersetzt. 1961 wurden etwa 1100 Einwohner gezählt.

### Bevölkerungsentwicklung
| Jahr | Einwohner | Anmerkungen                     |
| ---- | --------- | ------------------------------- |
| 1787 | 0614      | [ 4 ]                           |
| 1825 | 0643      | die Schlossgemeinde daneben 641 |
| 1905 | 1085      | meist Evangelische              |
| 1933 | 1133      | [ 5 ]                           |
| 1939 | 1175      | [ 5 ]                           |
| 1961 | ca. 1100  | [ 4 ]                           |

## Sehenswürdigkeiten
- Von der 1351 erwähnten Burg Suhlau haben sich noch Mauerreste erhalten.
- Schloss Sulau mit Schlosspark, errichtet 1680 von den Grafen von Burghauß.
- Die katholische Kirche der hll. Peter und Paul (Kościól ŚŚ Piotra i Pawła) wurde 1731–1734 in Fachwerk-Bauweise an der Stelle mehrerer Vorgängerbauten errichtet. Der Glockenturm entstand 1837.
- An der Kirche befindet sich ein um 1900 errichtetes Pfarrhaus im Jugendstil.
- Die bis 1945 evangelische Marienkirche wurde 1765–1767 als Rundbau in Fachwerk-Bauweise von Silvius von Burghauß errichtet. Nach 1945 wurde sie zugunsten der polnischen römisch-katholischen Kirche enteignet und der hl. Muttergottes von Tschenstochau (Kościól MB Częstochowskiej) geweiht. Der freistehende Glockenturm wurde 1821 erbaut.

## Persönlichkeiten
- Karl Gottfried Ferdinand von Busch (1733–1803), preußischer Generalleutnant
- Sylvius Ernst Karl Joachim von Elsner (1783–1851), preußischer Kammerherr und Landrat